# Santiago Tamazola
Santiago Tamazola är en kommunhuvudort i Mexiko.   Den ligger i kommunen Santiago Tamazola och delstaten Oaxaca, i den sydöstra delen av landet, 220 km söder om huvudstaden Mexico City. Santiago Tamazola ligger 1 773 meter över havet och antalet invånare är 2 001.
Terrängen runt Santiago Tamazola är huvudsakligen kuperad. Santiago Tamazola ligger uppe på en höjd. Runt Santiago Tamazola är det glesbefolkat, med 15 invånare per kvadratkilometer. Santiago Tamazola är det största samhället i trakten. I omgivningarna runt Santiago Tamazola växer huvudsakligen savannskog.